# Limnophila novella
Limnophila novella là một loài ruồi trong họ Limoniidae. Chúng phân bố ở miền Australasia.